# Добротворский, Станислав
Станислав Добротворский (латыш. Staņislavs Dobrotvorskis, 6 сентября 1961, Сталинабад, Таджикская ССР, СССР) — советский и латвийский пятиборец. Участник летних Олимпийских игр 1992 года.

## Биография
Станислав Добротворский родился 6 сентября 1961 года в городе Сталинабад (сейчас таджикистанский город Душанбе).
Занимался современным пятиборьем под началом тренеров Улдиса Путниньша, Юриса Крастиньша, Валерия Цветкова.
В 1988 году стал серебряным призёром чемпионата СССР в командных соревнованиях в составе АСК из Риги.
После распада СССР выступал за Латвию.
В 1992 году вошёл в состав сборной Латвии на летних Олимпийских играх в Барселоне. В личных соревнованиях занял 52-е место, набрав 4796 очка и уступив 763 очка победителю — Аркадиушу Скшипашеку из Польши. В командных соревнованиях сборная Латвии, за которую также выступали Кирилл Медянцев и Вячеслав Духанов, заняла последнее, 17-е место, набрав 13 753 очка и уступив 2265 очка выигравшей золото сборной Польши.
Работает тренером в Нидерландах.